# 2,4-二甲基苯胺
2,4-二甲基苯胺是一种有机化合物，化學式為C6H3(CH3)2NH2，是二甲基苯胺的同分異構体之一，屬无色黏性液体。獸藥甲基異丙苯基吡咯和著色劑顏料黃81是此化合物的重要商業衍生物。
2,4-二甲基苯胺可以由硝化和氢化間二甲苯得到。